# Ulf Kristersson
Ulf Hjalmar Ed Kristersson (Lund, 29 december 1963) is een Zweedse politicus en sinds 18 oktober 2022 de premier van Zweden. Sinds 2017 is hij partijleider van de liberaal-conservatieve Moderata samlingspartiet (Gematigde Partij).
Kristersson, van beroep econoom, zetelt sinds 2014 in de Rijksdag, het Zweedse parlement. Eerder was hij al parlementslid tussen 1991 en 2000. Ook was hij voorzitter van de Gematigde Jeugd Liga (1988–1992), gemeenteraadslid in Strängnäs (2002–2006), wethouder in Stockholm (2006–2010) en Zweeds minister van Sociale Zekerheid (2010–2014).
Na de parlementsverkiezingen van 2022 werd door het rechtse blok, waartoe zijn partij behoort, een nieuwe regering geformeerd. Kristersson werd hierna benoemd tot premier.

## Opleiding en werk
Ulf Kristersson woonde tot zijn vijfde jaar in zijn geboorteplaats Lund en groeide daarna op in Torshälla. Hij doorliep het gymnasium in Eskilstuna, waarna hij aansluitend (1983–1984) zijn militaire dienst vervulde als pelotonsofficier in het Upplandsregiment. Vervolgens studeerde hij bedrijfskunde en economie aan de Universiteit van Uppsala, waar hij in 1992 afstudeerde met een graad in civiele economie. Tijdens zijn studie was hij actief in de Södermanlands-Nerike-natio.
Kristersson was van 1995 tot 1998 marketingmanager bij uitgeverij Timbro, waar hij in 1994 het boek Non-working Generation uitbracht. In dit boek pleitte hij tegen het Zweedse model en vergeleek hij de verzorgingsstaat met apartheid.
In de periode 2000–2001 werkte Kristersson als communicatiedirecteur bij het IT-bedrijf Connecta in Stockholm. Na de fusie met Information Highway veranderde het bedrijf zijn naam in Adcore AB. Tussen 2001 en 2002 was hij communicatieadviseur bij het bedrijf Network AB. Enkele jaren later kwam in het nieuws dat hij in die periode zwartwerkende schoonmakers in dienst had.
Kristersson was van 2003 tot 2005 voorzitter van de raad van bestuur van Adoptionscentrum, de grootste adoptieorganisatie van Zweden. Tijdens deze periode ontstond een schandaal over het plaatsen van ontvoerde kinderen uit China bij Zweedse gezinnen. Kristersson, sinds 1991 getrouwd, heeft zelf drie dochters die uit China zijn geadopteerd.

## Politieke carrière
Tijdens zijn middelbareschooltijd in Eskilstuna vormde Kristersson samen met enkele vrienden een MSU (Moderat skolungdom), een scholierenorganisatie die deel uitmaakt van de Gematigde Jeugd Liga (Moderata ungdomsförbundet, MUF). Na zijn academische studies werd Kristersson in 1988 benoemd tot voorzitter van de MUF. De liga werd in die jaren gekenmerkt door ideologische verschillen tussen neoliberalen enerzijds en conservatieven anderzijds. Bij de voorzittersverkiezingen van 1992 in Lycksele kwam de strijd tussen de twee stromingen tot een hoogtepunt toen de neoliberale Kristersson uitgedaagd werd door Fredrik Reinfeldt, die een meer conservatieve factie vertegenwoordigde. In de slag van Lycksele, zoals deze conventie bekend is komen te staan, werd Kristersson met drie stemmen verschil verslagen.

### Lid van het Zweedse parlement
Na de Zweedse parlementsverkiezingen van 1991 nam Kristersson namens de Moderaterna zitting in de Rijksdag. Hij verving hier zijn partijgenoot Margaretha af Ugglas, die minister van Buitenlandse Zaken werd in de Zweedse regering. Als parlementslid vertegenwoordigde Kristersson het kiesdistrict van de gemeente Stockholm. Vanaf de verkiezingen van 1994 was hij lid van verschillende commissies (Sociale Verzekeringen, Onderwijs, Arbeidsmarkt en Rekenkamer), tot hij het parlement in het voorjaar van 2000 verliet om te gaan werken voor het IT-bedrijf Connecta.

### Gemeenteraadslid en wethouder
Kristersson keerde in 2002 terug in de politiek, toen hij gemeenteraadslid voor Financiën werd in de gemeente Strängnäs. Deze functie bekleedde hij vier jaar. In 2006 werd hij in hoofdstad Stockholm aangesteld als wethouder voor Sociale Zaken en Werkgelegenheid (Socialborgarråd). In die hoedanigheid kwam hij in opspraak toen hij een appartement huurde via de Ersta diakonisällskap, een vzw die zich inzet voor kwetsbaren en door de stad Stockholm gesubsidieerd wordt. Er werd een onderzoek naar omkoping ingesteld, maar dit werd later geseponeerd omdat Kristersson geen directe macht had over de verdeling van de subsidies.
In 2008 was Kristersson binnen zijn partij voorzitter van de werkgroep Migratie- en Integratiebeleid. In de aanloop naar de parlementsverkiezingen van 2010 was hij partijwoordvoerder op het gebied van gezinsbeleid.

### Minister van Sociale Zekerheid
Na de Zweedse parlementsverkiezingen van 2010 werd Kristersson aangesteld als minister van Sociale Zekerheid in de centrumrechtse regering van premier Fredrik Reinfeldt. Zijn eerste opdracht was een eerdere hervorming van de ziektekostenverzekering te herzien en een aantal nieuwe hervormingen door te voeren.
De regering-Reinfeldt trad na de verkiezingen van 2014 af. Kristersson, die hierop opnieuw parlementslid werd (nu voor Sörmland), werd in december 2014 benoemd tot partijwoordvoerder voor economisch beleid. Daarnaast werd hij in de Rijksdag ondervoorzitter van de commissie Financiën. Hij legde deze functies in oktober 2017 neer toen hij werd gekozen als partijleider.

### Partijleider en premierskandidaat

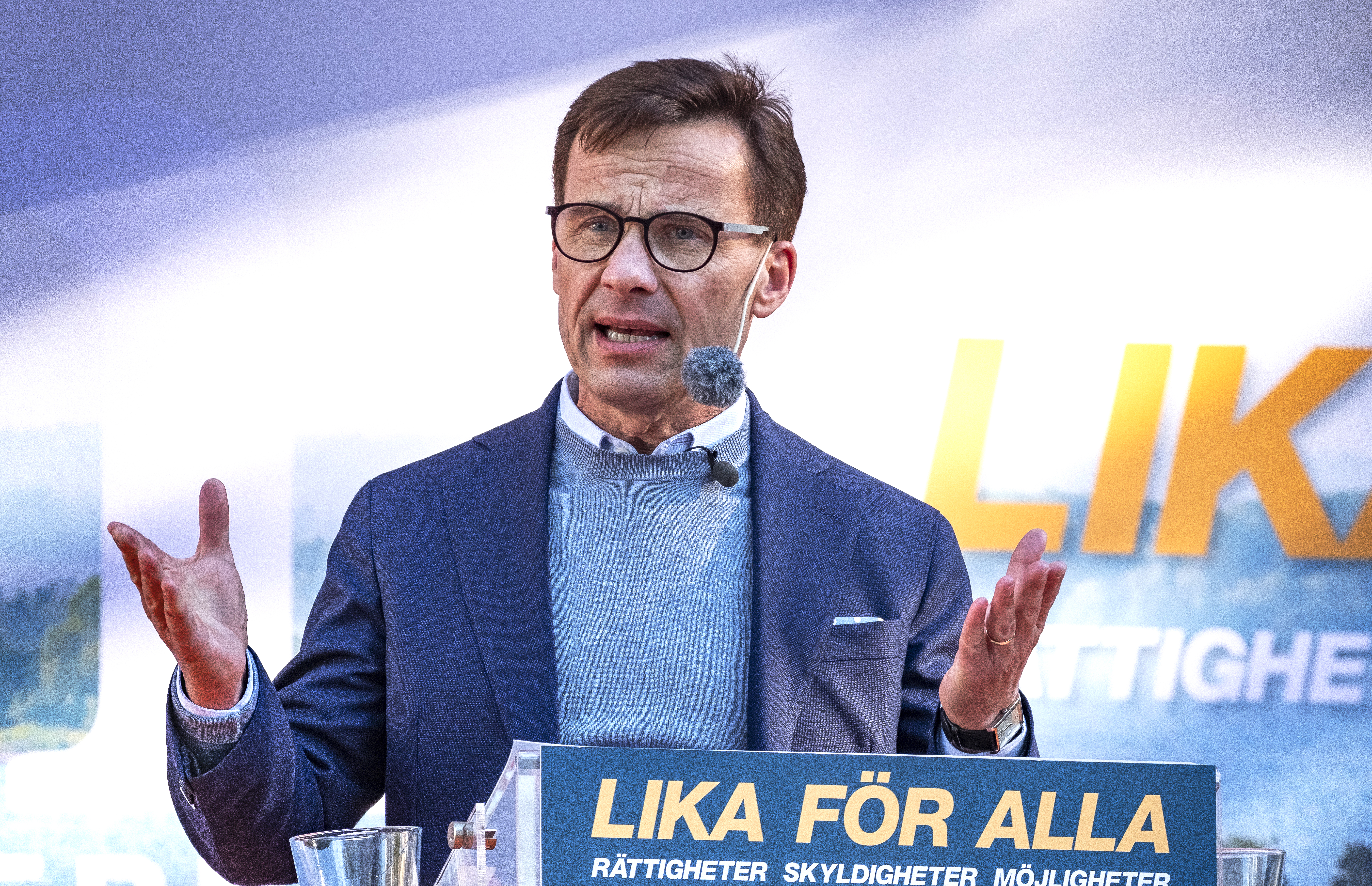
Kristersson tijdens de verkiezingscampagne in 2018

In 2017 kondigde de toenmalige partijleider van de Moderaterna, Anna Kinberg Batra, wegens interne kritiek haar aftreden aan. Kristersson stelde zich kandidaat om haar op te volgen en werd verkozen op het partijcongres dat op 1 oktober 2017 plaatsvond in Stockholm. Hij werd automatisch ook oppositieleider en namens zijn partij premierskandidaat tijdens de verkiezingen van 2018. De Moderaterna verloren bij deze verkiezingen veertien zetels en bleven daarmee de tweede partij van het land, achter de Socialdemokraterna van toenmalig premier Stefan Löfven. Omdat zowel het linkse blok (Rödgröna) als het rechtse blok (Allians för Sverige) geen meerderheid behaalde, volgden moeizame regeringsonderhandelingen. Nadat Löfven een motie van wantrouwen verloor, werd Kristersson door parlementsvoorzitter Andreas Norlén belast met het vormen van een regering. Hij onderzocht de mogelijkheden voor een minderheidskabinet met de andere partijen uit het rechtse blok (Centerpartiet, Kristdemokraterna en Liberalerna), waarbij dan wel gedoogsteun nodig zou zijn van de uiterst rechtse Sverigedemokraterna (SD). Dit werd door de Centerpartiet en de Liberalerna (die qua gedoogsteun liever met de sociaaldemocraten wilden samenwerken) echter uitgesloten.
Omdat ook premier Löfven er niet in slaagde een stabiele regering te vormen, kreeg Kristersson in november 2018 een tweede kans in de regeringsformatie. Samen met de christendemocraten probeerde hij opnieuw een rechts en door de SD gesteund kabinet te forceren, maar stuitte hierbij wederom op een veto van Centerpartiet en Liberalerna, waardoor de constructie door een parlementaire meerderheid werd verworpen. Enkele mislukte onderhandelingen verder en met de dreiging van nieuwe verkiezingen in zicht, hakten de Centerpartiet en de liberalen in januari 2019 uiteindelijk een knoop door: zij kozen ervoor om gedoogsteun te geven aan een centrumlinkse coalitie van de sociaaldemocraten en Miljöpartiet de Gröna (het kabinet-Löfven II). De Allians för Sverige werd hierop ontbonden en Kristersson bleef oppositieleider.
In juni 2021 steunden de Moderaterna met succes een motie van wantrouwen tegen de zittende regering van Löfven, die daarop ten val kwam. Kristersson waagde een poging om een nieuw (rechts) kabinet te vormen, maar deze mislukte, waarna Löfven er opnieuw in slaagde om een doorstart te maken.

### Premier van Zweden
Bij de parlementsverkiezingen van 2022 trad Kristersson opnieuw aan als premierskandidaat. Zijn partij verloor opnieuw (ditmaal twee zetels) en werd voorbijgestreefd door de Sverigedemokraterna van Jimmie Åkesson. De sociaaldemocraten van premier Magdalena Andersson bleven de grootste partij, maar dankzij de opkomst van de SD veroverde het rechtse blok toch een meerderheid. Kristersson kreeg de taak een nieuwe regering te vormen. Onderhandelingen tussen Moderaterna, Kristdemokraterna, Sverigedemokraterna en Liberalerna vonden plaats in het Tidöslot in Västmanland. Op 14 oktober 2022 verklaarden de partijen een regeerakkoord gesloten te hebben, waarbij de Sverigedemokraterna echter als gedoogpartner fungeren en geen deel uitmaken van het kabinet. De regering, met Kristersson als premier, trad aan op 18 oktober 2022.